# Stazione di Novara Boschetto
Novara Boschetto è lo scalo di smistamento ferroviario principale di Novara, gestito da FS Logistica SpA e nel quale la manovra è affidata a Serfer.

## Storia
L'impianto nacque in stretta correlazione con la stazione di Novara, allo scopo di realizzare un scalo merci collocato strategicamente nella vicinanza della città.

## Strutture e impianti
Lo scalo è diviso in più fasci merci. Il principale è quello degli arrivi e partenze che è manovrato con ACEI solo per il lato della stazione di Novara e per lato della Ferrovia Torino-Milano (alta velocità) solo per tre binari. Il resto dello scalo è dotato di scambi a mano.
A est si trovano i gruppi di binari del CIM e dell'autostrada viaggiante mentre a sud il raccordo del polo chimico e del fascio "Boschetto" di Trenitalia Cargo. Alcuni binari sono adibiti allo stazionamento delle locomotive delle imprese ferroviarie che vi operano.
Lato Novara sono presenti due bretelle per la stazione una per i treni diretti sulle linee Ferrovia Torino-Milano in direzione Milano e Ferrovia Novara-Alessandria mentre la seconda per i treni diretti sulle linee Ferrovia Torino-Milano in direzione Torino, Ferrovia Arona-Novara, Ferrovia Biella-Novara, Ferrovia Domodossola-Novara e Ferrovia Varallo-Novara.
Il segnalamento lato est è costituito da segnali perennemente a via impedita posti su portali ad eccezione dei primi tre a nord che possono assumere aspetti per le partenze verso la linea ad alta velocità e dal segnale di protezione di Novara Boschetto per le provenienze dalla stessa mentre lato ovest, quindi lato della stazione di Novara, è costituito da segnali bassi che possono assumere gli aspetti di verticale lampeggiante (Via libera con segnale di partenza comune a più binari), verticale (Via Libera) o orizzontale (Via Impedita) e da due segnali di partenza. Quello interno comanda le partenze dall'interconnessione mentre quello esterno le partenze per la Novara, sono uno per ognuna delle due bretelle che escono e si aprono solo dopo che in stazione a Novara è stato formato l'itinerario.
Vicino agli uffici è situata un'officina della Siemens, costituita da due binari con fossa di ispezione e carro ponte.

## Movimento
Il movimento è costituito da treni merci operati da SBB Cargo, Trenitalia, DB Cargo Italia, Captrain e Crossrail che interessano prevalentemente le direttrici del Frejus e del Sempione.
Le manovre sono effettuate da Serfer che vi opera in qualità di operatore unico.